# Vorwärts (Schiff, 1899)
Die Vorwärts war ein Flusskanonenboot der Kaiserlichen Marine. Das Schiff wurde 1899 von der Werft Farnham, Boyd & Co. in Shanghai als Passagierflussdampfer Woochow gebaut. 1901 wurde es vom Deutschen Reich angekauft und bis 1910 in China eingesetzt.

## Technik
Die Vorwärts war ein Querspant-Stahlbau mit einer Maximalverdrängung von 406 t. Das Schiff war insgesamt 47,7 m lang, die Wasserlinie maß 47,0 m. Die größte Breite des Rumpfes belief sich auf 7,5 m. Bei maximaler Verdrängung besaß das Schiff einen Tiefgang von 1,46 m vorn und 2,2 m achtern. Der Schiffsrumpf war in fünf wasserdichte Abteilungen gegliedert, verfügte aber nicht über einen Doppelboden oder zusätzliche Panzerung. Die Stromversorgung des Schiffes gewährleistete ein Generator, der eine Spannung von 60 V sowie eine Leistung von 4,8 kW erzeugte.
Die Besatzung der Vorwärts umfasste 36 Personen. Sie bestand aus drei Offizieren, 30 Mannschaften und drei chinesischen Hilfskräften.

### Antriebsanlage
Das Kanonenboot wurde von zwei stehenden Zweizylinder-Verbunddampfmaschinen angetrieben, die auf je eine Schraube mit 1,1 m Durchmesser wirkten. Mit einer Leistung von 500 PSi vermochte die Maschinenanlage das Schiff auf eine Geschwindigkeit von 11 kn zu beschleunigen. Den nötigen Dampf lieferte ein Zylinderkessel mit drei Feuerungen und einer Heizfläche von 119 m². Dieser erzeugte einen Dampfdruck von 8,5 atü.

### Bewaffnung
Die Bewaffnung der Vorwärts bestand aus zwei mit Schutzschilden ausgestatteten Schnellladekanonen Kaliber 5 cm L/40, für die 423 Schuss Munition mitgeführt wurden. Zusätzlich waren zwei schwere Maschinengewehre an Bord.

## Einsatz

Standort der Vorwärts im Mai 1901 (linke Kartenseite)

Das Boot wurde nach seiner Fertigstellung als Woochow von der Reederei Hongkong, Canton & Macao Steamboat Ltd. als Passagierschiff betrieben. Im Zuge des Boxeraufstandes wurde es nach Shanghai verkauft, da ein erhöhter Bedarf an flachgehenden Schiffen vermutet wurde. Das Deutsche Reich charterte die Woochow im Sommer 1900 und setzte das Boot als Truppentransporter zwischen Tanggu und Tientsin ein. Der Chef des Ostasiengeschwaders, Vizeadmiral Felix von Bendemann, schlug am 3. März 1901 schließlich dem Reichsmarineamt den Ankauf des Bootes und dessen Ausrüstung zum Kanonenboot vor. Die telegraphische Zustimmung zu diesem Vorschlag erreichte von Bendemann acht Tage später. Die Woochow wurde noch am selben Tag angekauft und zum Umbau nach Tsingtau gebracht.
Am 19. März 1901 erfolgte die offizielle Indienststellung des Bootes mit der Besatzung des in Reparatur befindlichen Torpedobootes Taku. Wahrscheinlich fand gleichzeitig die Umbenennung in Vorwärts statt. Die Hauptaufgabe des Bootes wurde die Sicherung deutscher Wirtschaftsinteressen sowie die Repräsentation des Deutschen Reiches entlang des Jangtse. Im Rahmen dieser Tätigkeit lag die Vorwärts vom 18. April bis zum 10. Mai vor Shanghai und traf Ende Mai in Hankau ein. Im Oktober befuhr das Boot den Pojang-See und überwinterte anschließend in Shanghai. Im Juli 1902 wurde der Han Jiang befahren, den Winter verbrachte die Vorwärts in Itschang.
Im Jahr 1903 standen unter anderem der Dongting-See sowie der Hsiang-kiang auf der Besuchsliste des Kanonenbootes. Nach einem Aufenthalt in Shanghai vom 25. September bis zum 12. November lief die Vorwärts erneut Itschang als Winterquartier an. Während des dortigen Aufenthaltes untersuchten der Kommandant und einige der Besatzungsmitglieder an Bord eines Hausbootes stromaufwärts bis Hsü-Tschou die Möglichkeit der Befahrung und der Einrichtung einer Dampferlinie. Itschang wurde Anfang April 1904 wieder verlassen. Zwei Monate später traf sich die Vorwärts vor Kiu-kiang mit dem neuen Flusskanonenboot Vaterland, das fortan ebenfalls auf dem Jangtse eingesetzt wurde. Im Folgejahr besuchte die Vorwärts erstmals Tschangscha. Vom 2. Oktober bis Mitte November 1905 hielt sich das Boot in Tsingtau auf, wo eine Grundreparatur durchgeführt wurde.
Auch in den folgenden Jahren wurde die Vorwärts auf dem Jangtse eingesetzt. Nach Fahrten im Gebiet von Hankau bis Nanking musste der Einsatz von September bis November 1907 unterbrochen werden, da das Boot in Shanghai zur Reparatur lag. Dort endete am 31. März 1910 schließlich auch der aktive Einsatz der Vorwärts. Das Kanonenboot wurde durch die Otter ersetzt und außer Dienst gestellt.

## Verbleib
Die Vorwärts wurde bereits am 18. Juni 1910 aus der Liste der Kriegsschiffe gestrichen. Im Folgejahr erwarb eine chinesische Firma das Boot für 50.000 Mark. Es wurde in der Folge wieder als Flussdampfer eingesetzt. Sein weiterer Verbleib ist unbekannt.

## Kommandanten
| 19. März 1901 bis November 1902 | Oberleutnant zur See Clemens von Weise                                 |
| November 1902 bis Dezember 1904 | Oberleutnant zur See Hans Scharf                                       |
| Dezember 1904 bis Juli 1906     | Oberleutnant zur See / Kapitänleutnant Günther von Zerboni di Sposetti |
| Juli 1906 Juni 1907             | Oberleutnant zur See / Kapitänleutnant Fischer                         |
| Juni 1907 bis Juni 1909         | Oberleutnant zur See / Kapitänleutnant Hermann Riechers                |
| Juni 1909 bis 31. März 1910     | Oberleutnant zur See / Kapitänleutnant Oskar Kautter                   |